# Valentin Dillmann
Valentin Dillmann (* 1. Oktober 1891 in Kreuznach; † 13. Februar 1963) war ein deutscher sozialdemokratischer Politiker.
Zusammen mit Mathias Backes gründete Valentin Dillmann 1919 den SPD-Ortsverein Aachen-Richterich. Vor 1933 und nach der Befreiung 1944 gehörte er dem Betriebsrat der Zeche Laurweg an. Dillmann war Mitglied des ernannten Landtages von Nordrhein-Westfalen in der ersten und zweiten Ernennungsperiode vom 2. Oktober 1946 bis zum 19. April 1947.